# Chlorogomphus montanus
Chlorogomphus montanus is een echte libel (Anisoptera) uit de familie van de Chlorogomphidae.
De wetenschappelijke naam van de soort werd in 1999 als Sinorogomphus montanus gepubliceerd door Chao.